# إيران (صحيفة)
صحيفة إيران، هي صحيفة إيرانية يومية تصدرها وكالة الأنباء الإيرانية سنة 1995م، وتقع مقرها في العاصمة الإيرانية طهران. صحيفة إيران يومية، ثقافية، اجتماعية، سياسية، اقتصادية، تصدر عن مؤسسة إيران الثقافية- الصحفية التابعة لوكالة أنباء الجمهورية الإسلامية الإيرانية (ارنا)، يشرف على ادارتها السيد محمد فاضلي، ورئاسة تحريرها السيد داوود محمدي.

## ابان رئاسة محمود احمدي نجاد للجمهورية
على اثر نشر صحيفة إيران ملحقاً من (258) صفحة بعنوان (العدد الخاص- خاتون1) في الفترة (22 تموز/يوليو -21 آب/أغسطس)، وجه عدد من المحافظين التهمة للمسؤولين عن هذا العدد الخاص بالتشكيك بالعباءة السوداء التي تعتبر في الجمهورية الإسلامية حجاباً اسلامياً من الدرجة الأولى.
وكان الموضوع الأكثر اثارة للجدل في الملحق، هو تصريحات مستشار محمود احمدي نجاد (مهدي كلهر) الذي قال ان اللون الاسود للعباءة هو تقليد للملابس السوداء اللون التي يرتديها الرجال والنساء في الغرب في (الحفلات الليلية الماجنة في أوروبا) خلال حقبة حكم ناصر الدين شاه، واضاف: بما يخص موضوع لبس الحجاب والذي جاء في القرآن الكريم بأن (المرأة يجب ان لا تضع نفسها تحت الانظار الفاحصة للرجال، فمن المؤكد ان العباءة هي اسوأ ما تلبسه المرأة لأنه يؤطر وجهها)

## الهجوم على مكتب صحيفة إيران
على اثر الحكم الصادر بحق علي أكبر جوانفكر، المدير المسؤول لصحيفة إيران، في 20 نوفمبر 2011، بالسجن لسنة واحدة، أجرى جوانفكر مؤتمراً صحفياً في مكتب الصحيفة كرر فيه تصريحاته لصحيفة (اعتماد) واعترض على الحكم الصادر بحقه.
وفي اليوم نفسه شن عناصر أمن عائدون لمدعي عام طهران هجوماً على مبنى صحيفة إيران واعتقلوا علي أكبر جوانفكر، وقد واجهت عملية الاعتقال مقاومة عدد من موظفي الصحيفة، ما أسفر عن اعتقال مصيب نعيمي، مدير صحيفة الوفاق و (39) من مراسلي وموظفي صحيفة إيران. كما ان عبد الرضا سلطاني، المراسل السياسي لوكالة (ارنا)، الذي كان متواجداً في صحيفة إيران لتغطية بعض الاخبار، تعرض للضرب والإهانة، وذكرت التقارير آنذاك ان حالته الصحية كانت سيئة جداً، علماً انه جرى ضبط كافة وثائق وأجهزة حاسوب صحيفة إيران.
من جانبه قال عباس جعفري دولت آبادي، رئيس ادعاء عام طهران، بشأن اعتقال علي أكبر جوانفكر: على اثر التصريحات التي ادى بها علي أكبر جوانفكر لاحدى الصحف الإيرانية، واثارته قضايا تتعارض مع الواقع ومن شأنها اثارة التوترات، وصلت معلومات بأن المذكور يعتزم إجراء مؤتمراً صحفياً آخر يوم الاثنين يكرر فيه تصريحاته هذه. وافادت التقارير حينها انه على الرغم من ادعاءه العمل طبقاً للقانون، فان جوانفكر وللأسف ابدى مقاومة للأوامر القضائية وبوجه الشرطة القضائية، واجرى اتصالات هاتفية وجمع حوله موظفي الصحيفة، ما ادى إلى اثارة واستفزاز هؤلاء الموظفين حيث نجم عن ذلك الاخلال بالهدوء وبعمل الصحيفة، حيث اصدر المدعي العام الاوامر للشرطة القضائية بمغادرة الموقع.
من جانبه قال علي أكبر جوانفكر بعد هذا الاعتقال: ان ما قام به هؤلاء الاشخاص ادى إلى حالة من الاضطراب الشديد بين زملائي في الصحيفة، وقد القت القوات التابعة للمدعي العام الغازات المسيلة للدموع في مبنى الصحيفة وحاولت الدخول إلى المبنى واعتقلت عدد من مراسلي الصحيفة ونقلتهم إلى المعتقل، كما استخدموا جهاز الصدمة الكهربائية على أحد زملائي الذي يعاني من حالة صحية متدنية.
هذا وقد احتج محمود احمدي نجاد على اعتقال جوانفكر، ما ادى إلى اخلاء سبيله.
وفي اليوم التالي جاءت الصحيفة بصفحة اولى وعنوان أبيض اعتراضاً على الحملة عليها
ما أدان (مراسلون بلا حدود) أيضا ايقاف صحيفة (اعتماد) واعتقال موظفي صحيفة إيران

## وصلات خارجية
- الموقع الرسمي